# Lewiston (Wisconsin)
Lewiston – miasto w Stanach Zjednoczonych, w stanie Wisconsin, w hrabstwie Columbia.